# Бер Гріллз
Едвард Майкл «Беар» Гріллз (англ. Edward Michael 'Bear' Grylls) — британський мандрівник, телеведучий та письменник. Найвідоміший завдяки телепрограмі «Man vs. Wild» («Вижити за будь-яку ціну»).

## Приватне життя
Гріллз народився в Бембріджі, на острові Вайт. Він син сера Майкла Гріллза і Саллі Гріллз. Його батько — політик з Консервативної партії, а його бабуся по материнській лінії Патрісія Форд була членом парламенту від Ольстерської юніоністської партії. Дід по матері — професійний гравець у крикет Невіл Форд. Беар Гріллз має старшу сестру Лару Фосет.
Гріллз отримав освіту в школі Ладгроув, коледжі в Ітоні та в Лондонському університеті. З раннього віку разом з батьком він займався скелелазінням та вітрильним спортом. Ще підлітком він отримав чорний пояс з шотокан-карате, а зараз займається йогою і ніндзюцу. Беар Гріллз знає англійську, іспанську та французьку мови. Він є віруючим християнином і називає віру основою свого життя.
У шлюбі з Шарою Гріллз (до шлюбу Кеннінгз Найт) у 2000 році. В них троє дітей: Джессі, Мармадьюк і Хаклберрі.

## Військова служба
Після закінчення школи Гріллз вступив на службу в британську армію та провів кілька місяців у Гімалаях в Сіккімі і Західній Бенгалії. В 1994—1997 роках служив у спецназі, в 21 полку Спеціальної Повітряної Служби. Він двічі був у Північній Африці. 1996 року отримав травму під час стрибка з парашутом у Кенії. Купол парашута зірвався на висоті 1600 футів (500 метрів) і відкрився лише частково. Гріллз впав на спину, пошкодивши три хребці. Пізніше він сказав: «Я мав відрізати основний парашут і використовувати резервний, але думав, що в мене є час вирішити проблему». Наступні вісімнадцять місяців Гріллз провів у військовому реабілітаційному центрі Гедлі-корт, спершу в паралізованому стані.

## Еверест
26 травня 1998 Гріллз піднявся на Джомолунгму, про що мріяв ще з восьми років, коли батько подарував йому картинку із зображенням Евересту. Беара Гріллза занесено до Книги рекордів Гіннеса як наймолодшого британця (23 роки), який піднімався на цю гору. Це відбулося лише через вісімнадцять місяців після травми спини. Слід, однак, відзначити, що Джеймсу Аллену, який піднявся на Еверест у 1995 році з австралійською командою, було 22 роки, але він мав подвійне громадянство — британське й австралійське. Експедиція Гріллза провела майже три місяці на південно-східному боці Евересту. Спочатку було розвідувальне сходження, під час одного з яких Гріллз упав в ущелину в льодовику, вдарився і знепритомнів, а опритомнівши — побачив, що хитається на кінці мотузки. Потім тижні акліматизаційних сходжень, включаючи підйоми і спуски на південному боці, подолання льодовика Хумбу, льодовика Західний цирк, 5000-футової (1524-метрової) стіни льоду, що зветься Лхоцзе. Разом із колишнім солдатом Спеціальної повітряної служби Нілом Лотон він здійснив сходження на вершину, долаючи погану погоду, втому, зневоднення, безсоння. Їм довелося тікати зі «смертельної зони», де повітря розріджене утричі більше, ніж на рівні моря.
Щоб підготуватися до сходження на таку висоту, в 1997 році Гріллз піднявся на вершину Ама-Даблам, яку сер Едмунд Гілларі називав неприступною.

## Інші експедиції

### Плавання навколо Великої Британії
У 2000 році Гріллз керував командою, що за тридцять днів обійшла Британські острови на власних суднах, а також гідроциклах, щоб зібрати гроші для Королівського національного інституту порятунку на водах.

### Перетин Північної Атлантики
Три роки по тому Гріллз керував командою з п'яти осіб, включно з другом дитинства і товаришем по сходженню на Еверест Міком Кростуейтом, яка перетнула Північну Атлантику у відкритому надувному човні без сторонньої допомоги. Вони здійснили плавання з Галіфаксу (Нова Шотландія) в Джон О'Гроатс (Шотландія). На шляху їм довелося боротися з восьмибальним вітром, переохолодженням, айсбергами і штормами, і пройти через декілька найпідступніших ділянок, таких як море Лабрадор і Данська протока.
За це плавання Гріллз був удостоєний почесного звання капітан-лейтенанта військово-морського резерву.

### Політ на парамоторі над водоспадом Анхель
У 2005 році Гріллз керував першою командою, яка пролетіла на парамоторі над водоспадом Анхель у Венесуелі, найвищим водоспадом у світі.

### Званий обід на висоті
У 2005 році разом з повітроплавцем й альпіністом Девідом Хемплманом-Адамсом і капітан-лейтенантом Аланом Вілом, керівником парашутної команди Королівського морського флоту, Беар Гріллз встановив світовий рекорд для найвищої офіційного званої вечері, який вони провели в аеростаті на висоті 25000 футів (7620 метрів), одягнені в парадну обідню форму і кисневі маски. Для тренування, перед цією подією Гріллз виконав двісті парашутних стрибків.

### Політ на парамоторі над Гімалаями
У 2007 році Гріллз заявив, що встановив новий світовий рекорд, пролетівши на парамоторі над Гімалаями на висоті вище, ніж Еверест. Гріллз піднявся на 14500 футів (4419,6 метрів) у восьми милях від Евересту. Він повідомив, що дивився на вершину під час підйому при температурі нижче 60 градусів за Цельсієм. Він витримав небезпечно низький рівень кисню і досяг 29500 футів (8991,6 метрів), тобто майже на 10000 футів (3048 метрів) вище, ніж володар попереднього рекорду в 20019 футів (6101,8 метрів). Про цей політ було знято фільм для телеканалів «Channel 4» (у Великій Британії) і «Діскавері» (для всього світу).
Гріллз спочатку планував пролетіти над вершиною, але йому дозволили пролетіти лише над південним схилом, і він не подолав Джомолунгму через небезпеку наразитися на атаку китайських військово-повітряних сил.

### Найдовше падіння у вертикальній аеродинамічній трубі
У 2008 році Беар Гріллз разом з Елом Ходжсоном (в якого ампутовані обидві ноги) і Фредді Макдональдом потрапив до Книги рекордів Гіннеса за найдовше падіння у вертикальній аеродинамічній трубі. Попередній рекорд, встановлений у США, становив 1 годину 36 хвилин. Гріллз, Ходжсон і Макдональд, що використали вертикальну трубу в Мілтон-Кінс, побили рекорд на кілька секунд.

## Телебачення
Гріллз вперше з'явився на телебаченні в рекламі дезодоранту «Sure». Він був гостем багатьох телепрограм, включаючи шоу Опри Вінфрі та Девіда Леттермана. Гріллз записав два рекламних ролики для Trail Mix Crunch Cereal, які вийшли в ефір у січні 2009 року.

### «Втеча в Легіон»
У 2005 році Гріллз знявся в чотирьохсерійній програмі «Втеча в Легіон», яка розповіла про те, як Гріллз і ще одинадцять добровольців з Великої Британії брали участь у підготовці на базі Французького Іноземного легіону в пустелі Сахара. Програма була показана у Великій Британії на каналі «Channel 4» і в США на каналі «Military Channel». 2008 року вона була повторно показана на телеканалі «History Channel».

### «Людина проти дикої природи»
Гріллз веде програму «Man vs. Wild» (в українськомовному озвученні — «[Людина проти дикої природи]»), яка виходить на «Channel 4» для Великої Британії і на Discovery Channel для США, Європи, Азії та Африки. У програмі Гріллз висаджується в диких місцях, показуючи глядачам, як виживати. Вона виходить з жовтня 2006 року, на сьогодні вийшло сім сезонів.
Коротко концепцію даної передачі можна описати так: Бера викидають у різних точках Землі, і головним його завданням є дістатися до цивілізації. По ходу серії можна побачити багато цікавого та корисного: як харчуватися в умовах браку провізії, як розпалювати вогонь без сірників, які види укриттів для ночівлі можна спорудити з підручних засобів, як визначати сторони світу без компасу, що́ варто пам'ятати про безпеку в дикій природі і т. д.
У програмі були продемонстровані такі трюки як підйом Гріллза на скелю, парашутний стрибок з гелікоптера, аеростата і літака, політ на параплані, сходження по льодовику, перетин річкових порогів, поїдання непереварених залишків ведмежих екскрементів, пиття власної сечі, щоб врятуватися від спеки в пустелі, боротьба з алігатором, сон всередині верблюжої туші, стрибок з водоспаду і багато інших. Гріллз також розповідає історії про мандрівників, що загубилися або загинули в дикій природі.
Програма транслюється для аудиторії більш ніж в 1,2 мільярда людей, ставши однією з найрейтинговіших програм каналу «Discovery».

### «Гірше бути не могло»
У 2010 році на каналі «Діскавері» почалася трансляція програми «Гірше бути не могло» (англ. Worst Case Scenario). У програмі описується поведінка і прийоми виживання при природних катаклізмах, техногенних катастрофах, аваріях та інших нестандартних ситуаціях.

### "Running Wild with Bear Grylls[en]" —«В дикій природі з Беаром Гріллсом: Виклик»
Реаліті-серіал про навички виживання з Беаром Гріллсом у головній ролі. У кожному епізоді Гріллс бере з собою іншу знаменитість у свої пригоди. Знімальна група складається з ведучого Беара Гріллса, продюсера історії, двох операторів, двох польових записувачів і гірського гіда. Такі знаменитості, як Зак Ефрон, Ченнінг Татум і Бен Стіллер, з'явилися в першому сезоні шоу. У 2 сезоні 'явилися Кейт Вінслет, Майкл Б. Джордан, Кейт Хадсон, Мішель Родрігес, Джеймс Марсден  а потім чинний президент Обама. Прем'єра четвертого сезону серіалу відбулася 7 травня 2018 року. 27 жовтня 2018 року Гріллс оголосив про початок знімання п'ятого сезону. У лютому 2019 року було оголошено, що п'ятий сезон шоу буде перенесено на National Geographic, прем'єра якого відбулася 5 листопада 2019 року. Шоу було перейменовано в "Running Wild with Bear Grylls: The Challenge" — «В дикій природі з Беаром Гріллсом: Змагання.» починаючи з 7 сезону.

## Інша робота
Поза телебаченням Гріллз іноді працює мотиваційним оратором.
Гріллз написав кілька популярних книг. Перша книга Гріллз «Facing up» увійшла в десятку бестселерів у Великій Британії і вийшла в США під назвою «The Kid Who Climbed Everest». Книга описує експедицію в Гімалаї і підкорення Евересту. Друга книга Гріллза «Facing the Frozen Ocean» увійшла в шорт-лист премії Вільяма Гілла за найкращу спортивну книгу в 2004 році. Наступна книга була написана як доповнення до програми «Вижити за всяку ціну». Вона вчила мистецтву виживання в найбільш ворожих місцях планети. Ця книга увійшла в десятку бестселерів «Sunday Times». У Гріллза є серія пригодницьких книжок для дітей: «Mission Survival: Gold of the Gods» і «Mission Survival: Way of the Wolf». Його остання книжка — це посібник з екстремальних видів відпочинку «Bear Grylls Outdoor Adventures».
У Гріллза є власний ряд одягу, який виробляється фірмою «Craghoppers».

### Начальний скаут
11 липня 2009 року Беар очолив британську скаутську організацію «Асоціація Скаутів», ставши її Начальним скаутом. Беар Гріллз заступив на цій посаді посівши пост Пітера Дункана, який обіймав її з 2004 по 2009 р.. Це рішення було прийнято Асоціацією ще 17 травня, а 11 липня Пітер Дункан офіційно передав свій пост Гріллзу на зборах у присутності більш ніж 3000 скаутів. Він став десятим і наймолодшим на посаді Начального скаута цієї організації за всю столітню історію існування.
У жовтні 2010 року Беар облетів на гелікоптері й об'їхав майже всю Південно-західну частину Англії, щоб надихнути юних скаутів і подякувати тисячі молодих людей, які присвячують скаутингу свій вільний час. Він взяв участь у змаганнях з скаутингу, грав зі скаутами, зустрічався з керівниками та батьками, щоб подякувати їх за підтримку. Аналізуючи свою поїздку, Беар розмірковував про свою мету:
|                                      | Мені б хотілося, щоб кожен, кому цікавий скаутинг, міг до нас приєднатися. Але для того, щоб цього домогтися, необхідно, щоб всі дорослі добровольці проводили якомога більше програм, спрямованих на розвиток цього руху, на зразок таких, які проводилися в ці вихідні. Я дуже хочу підбадьорити, надихнути і, звичайно ж, подякувати, армії добровольців з тією метою, щоб продовжити розвиток організації. |
| — "За матеріалами Асоціації скаутів" | |

## Благодійність
Всі експедиції Гріллза збирали гроші для благодійних організацій. Гріллз — член The Prince's Trust, організації, яка забезпечує підтримку молодим людям Великої Британії. Він також віце-президент The JoLt Trust, невеликої організації, яка дає можливість неблагополучним молодим людям (інвалідам, бездоглядним, незаможним, тим, що піддавалися насильству) брати участь у багатомісячних експедиціях.
Global Angels, британська організація, яка збирає кошти для дітей усього світу, отримала гроші від польоту Гріллза над Гімалаями на парамоторі. Званий обід на висоті був влаштований на підтримку премії принца Едінбурзького. Плавання навколо Британії збирало кошти для Королівського національного інституту порятунку на водах. Сходження на Еверест було влаштовано на підтримку організації SSAFA Forces Help, а політ на парамоторі над водоспадом Анхель — на підтримку організації Hope and Homes for Children.
29 березня 2023 року Бер Гріллз став амбасадором платформи UNITED24.  Його освітня компанія BecomingX, разом із Amazon та Accenture, розробляє навчальну платформу BecomingX Ukraine для українців. У грудні 2022 року мандрівник відвідав Україну, де познайомився з президентом і зняв про це фільм «Зона бойових дій: Беар Гріллз зустрічається з президентом Зеленським».